# لوئیس دوگان
لوئیس دوگان (انگلیسی: Luis Duggan; ۶ مارس ۱۹۰۶ – ۱۲ ژوئن ۱۹۸۷) چوگان‌باز اهل کشور آرژانتین بود که در بازی های المپیک تابستانی 1936 شرکت کرد.
او عضوی از تیم چوگان آرژانتین بود که مدال طلا را کسب کرد. او هر دو مسابقه را در این رقابت ها انجام داد، اولین بازی را در مقابل مکزیک انجام داد و سپس در بازی پایانی در مقابل بریتانیا کبیر قرار گرفت.